# Alcichthys
Alcichthys is een geslacht van straalvinnige vissen uit de familie van donderpadden (Cottidae).

## Soorten
- Alcichthys alcicornis (Herzenstein, 1890)
- Alcichthys elongatus (Steindachner, 1881)